# Amegilla meltonensis
Amegilla meltonensis es una especie de abeja excavadora perteneciente al género Amegilla, categorizada en la tribu Anthophorini, de la subfamilia Apinae.
Fue descrita científicamente por el entomólogo australiano Percy Tarlton Rayment en 1951. Aparece registrada y publicada en una sección de A Critical Revision of Species in the Genus Asaropoda by New Characters. Memoirs of the National Museum of Victoria Melbourne, No. 17 de 1951.

## Distribución
La especie se distribuye por Australia.